# 大澤豊 (経営学者)
大澤 豊（おおさわ ゆたか、1926年2月26日 - 1992年7月26日 ）は、日本の経営学者。大阪大学名誉教授、元・摂南大学経営情報学部長 。
学位は、経済学博士（大阪大学・1962年）。第15期日本学術会議会員。専門はマーケティング。

## 略歴
- 1943年3月：東京府立第四中学校卒業。
- 1943年4月：静岡高等学校理科甲類入学。
- 1945年10月：静岡高等学校文科転科。
- 1947年3月：静岡高等学校文科卒業。
- 1950年3月：東京大学経済学部卒業。
- 1950年3月：大阪大学法経学部助手。
- 1953年3月：大阪大学法経学部講師。
- 1955年6月：大阪大学経済学部助教授。
- 1956年10月：上智大学経済学部助教授。
- 1963年4月：上智大学経済学部教授。
- 1965年1月：大阪大学経済学部教授（1966年より、経営学科マーケティング講座担任）。
- 1975年7月：大阪大学経済学部長（1977年7月まで）[1]。
- 1989年4月：摂南大学経営情報学部教授。
- 1992年2月：摂南大学経営情報学部長（第3代、7月まで）[2]。

## 著書

### 単著
- 『線型計画法の基本問題』（上智大学〈上智大学科学技術叢書〉、1963年）
- 『マーケティング科学と意思決定』（中央経済社〈講座 情報と意思決定6〉、1972年）
- 『現代経営学（1）』（有斐閣、1981年）
- 『現代経営学（7）』（有斐閣、1982年）
- 『現代経営学（2）』（有斐閣、1982年）
- 『現代経営学（5）』（有斐閣、1982年）
- 『現代経営学（10）』（有斐閣、1982年）
- 『現代経営学（6）』（有斐閣、1982年）
- 『現代経営学（3）』（有斐閣、1983年）
- 『現代経営学（9）』（有斐閣、1984年）
- 『マーケティング』（放送大学教育振興会、1985年）

### 共著
- 『経営のためのオペレーションズ・リサーチ』（目崎憲司、横山保 との共著、同文館 、1956年）
- 『統計解析の方法』（横山保との共著、三和書房 、1956年）
- 『ビジネスゲーム』（横山保、山岡浩二郎との共著、日本経済新聞社、1960年）
- 『経営科学』（小山昭雄との共著、放送大学教育振興会、1987年 ）
- 『経済・経営分析のためのLotus1-2-3入門』（田中克明 との共著、有斐閣、1990年 ）

### 編著
- 『現代経営学説の系譜-変転する理論の科学性と実践性-』（津田真澄、二村敏子、一寸木俊昭、土屋守章、 諸井勝之助  との編著、有斐閣、1989年）
- 『マーケティングと消費者行動-マーケティング・サイエンスの新展開-』（有斐閣、1992年）

### 訳書
- R.G.D.アレン『経済研究者のための統計学』（大石泰彦との共訳、東洋経済新報社、1952年 ）
- フランク.イェーツ『標本調査論-センサス及び調査に使われる標本抽出法-』（東洋経済新報社、1952年）
- W.E.デミング『調査における標本設計』（斉藤金一郎、浅井晃 との共訳、日本科学技術連盟、1964年 ）
- ジョン.C.G.ブート『意思決定における数量的方法入門』（田畑吉雄との共訳、日本生産性本部<「意思決定の科学」シリーズ/大阪大学経営科学研究会編>、1973年  ）
- J.E.フロイント、F.J.ウィリアムス『経済・経営系のための統計学入門（上）』、同（下）（福場庸との共訳、 培風館、1974年）
- クリストファー・チャットフィールド、アレクサンダー J.コリンズ『多変量解析入門』（福場庸、田畑吉雄との共訳、培風館、1986年 ）
- A.ゼルナー『ベイジアン計量経済学入門』（福場庸との共訳、培風館、1986年）